# جائزة بلجيكا الكبرى 1961
جائزة بلجيكا الكبرى 1961 هو سباق فورمولا 1 أقيم بتاريخ 18 يونيو 1961 في حلبة دي سبا فرانكورشومب، حمام معدني، بلجيكا. كان الثالث من أصل 8 في بطولة العالم لسباقات الفورمولا واحد موسم 1961. حلّ الأمريكي فيل هيل أولا بينما جاء الألماني فولفغانغ فون تريبس في المركز الثاني وحصل على المركز الثالث الأمريكي ريتشي جينثر.